# Raioanele Republicii Moldova
Raioanele constituie nivelul al doilea al Organizării administrativ-teritoriale a Republicii Moldova, după sate (comune) și orașe (municipii), care constituie nivelul întâi.
Republica Moldova a revenit în anul 2003 la sistemul sovietic de împărțire administrativă în raioane. Astăzi, statul este împărțit de jure în 32 de raioane, 13 municipii și două unități teritoriale autonome recunoscute: UTA Găgăuzia (U.T.A.G.) și Unitățile Administrativ-Teritoriale din Stînga Nistrului (U.T.A.N.).
Transnistria (autoproclamată Republica Moldovenească Nistreană) este subdivizată mai departe în 5 raioane: Raionul Camenca, Raionul Rîbnița, Raionul Dubăsari, Raionul Grigoriopol și Raionul Slobozia; iar UTA Găgăuzia este împărțită în trei raione: Raionul Comrat, Raionul Ceadîr-Lunga și Raionul Vulcănești. Raioanele Transnistriei și Găgăuziei nu se regăsesc pe aceeași treaptă cu cele 32 de raioane ale țării.
Conform Legii Nr. 764 din 27.12.2001 privind organizarea administrativ-teritorială a Republicii Moldova, raionul este o unitate administrativ-teritorială alcătuită din sate (comune) și orașe, unite prin teritoriu, relații economice și social-culturale. Orașul în care își are sediul consiliul raional este numit oraș-reședință. Raionul poartă denumirea orașului-reședință. Hotarele administrative ale raionului reprezintă perimetrul suprafeței localităților incluse în componența acestuia și care coincide cu hotarele dintre localitățile raionului dat și localitățile raionului limitrof.

## Lista raioanelor

### Ordonate alfabetic
1. Anenii Noi
2. Basarabeasca
3. Briceni
4. Cahul
5. Cantemir
6. Călărași
7. Căușeni
8. Cimișlia
9. Criuleni
10. Dondușeni
11. Drochia
12. Dubăsari
13. Edineț
14. Fălești
15. Florești
16. Glodeni
17. Hîncești
18. Ialoveni
19. Leova
20. Nisporeni
21. Ocnița
22. Orhei
23. Rezina
24. Rîșcani
25. Sîngerei
26. Soroca
27. Strășeni
28. Șoldănești
29. Ștefan Vodă
30. Taraclia
31. Telenești
32. Ungheni

### După numărul populației
Această listă include raioanele Republicii Moldova (fără Transnistria), la 1 ianuarie 2015.
| Loc | Raion                | Populație, mii loc. | Procentaj din total. popul. | Suprafața, km² | Densitate, loc./km² |
| --- | -------------------- | ------------------- | --------------------------- | -------------- | ------------------- |
| 01. | Raionul Orhei        | ▼ 125,2             | 3,53%                       | 1228,31        | 102,3               |
| 02. | Raionul Cahul        | ▼ 124,6             | 3,51%                       | 1545,28        | 80,8                |
| 03. | Raionul Hîncești     | ▼ 120,7             | 3,40%                       | 1475,13        | 82,3                |
| 04. | Raionul Ungheni      | ▬ 117,4             | 3,29%                       | 1082,62        | 99,1                |
| 05. | Raionul Ialoveni     | ▲ 100,9             | 2,81%                       | 783,49         | 127,8               |
| 06. | Raionul Soroca       | ▬ 100,1             | 2,81%                       | 1042,99        | 96,0                |
| 07. | Raionul Sîngerei     | ▼ 92,4              | 2,62%                       | 1033,71        | 90,1                |
| 08. | Raionul Strășeni     | ▲ 92,2              | 2,57%                       | 729,12         | 125,6               |
| 09. | Raionul Fălești      | ▼ 91,8              | 2,59%                       | 1072,60        | 85,8                |
| 10. | Raionul Căușeni      | ▼ 90,8              | 2,57%                       | 1185,16        | 69,9                |
| 11. | Raionul Florești     | ▼ 88,1              | 2,49%                       | 1108,19        | 82,3                |
| 12. | Raionul Drochia      | ▼ 88,0              | 2,49%                       | 999,91         | 88,9                |
| 13. | Raionul Anenii Noi   | ▬ 83,4              | 2,33%                       | 887,62         | 93,7                |
| 14. | Raionul Edineț       | ▼ 81,2              | 2,30%                       | 932,92         | 88,0                |
| 15. | Raionul Călărași     | ▼ 78,1              | 2,21%                       | 753,55         | 104,2               |
| 16. | Raionul Criuleni     | ▼ 73,6              | 2,06%                       | 687,95         | 106,7               |
| 17. | Raionul Briceni      | ▼ 73,4              | 2,09%                       | 814,44         | 91,4                |
| 18. | Raionul Telenești    | ▼ 72,9              | 2,06%                       | 848,62         | 86,6                |
| 19. | Raionul Ștefan Vodă  | ▼ 70,7              | 2,00%                       | 998,38         | 71,4                |
| 20. | Raionul Rîșcani      | ▼ 68,4              | 1,94%                       | 936,03         | 73,8                |
| 21. | Raionul Nisporeni    | ▼ 65,9              | 1,86%                       | 629,02         | 105,4               |
| 22. | Raionul Cantemir     | ▼ 62,1              | 1,75%                       | 867,86         | 71,8                |
| 23. | Raionul Cimișlia     | ▼ 60,4              | 1,71%                       | 867,86         | 65,9                |
| 24. | Raionul Glodeni      | ▼ 60,0              | 1,71%                       | 754,18         | 80,7                |
| 25. | Raionul Ocnița       | ▼ 54,3              | 1,56%                       | 597,47         | 93,0                |
| 26. | Raionul Leova        | ▼ 53,0              | 1,49%                       | 764,73         | 69,7                |
| 27. | Raionul Rezina       | ▼ 51,0              | 1,46%                       | 621,79         | 83,4                |
| 28. | Raionul Taraclia     | ▼ 43,7              | 1,23%                       | 673,69         | 65,4                |
| 29. | Raionul Dondușeni    | ▼ 43,3              | 1,24%                       | 644,12         | 68,8                |
| 30. | Raionul Șoldănești   | ▼ 42,1              | 1,20%                       | 598,37         | 71,4                |
| 31. | Raionul Dubăsari     | ▲ 35,3              | 0,99%                       | 309,22         | 114,2               |
| 32. | Raionul Basarabeasca | ▼ 28,6              | 0,81%                       | 294,54         | 97,8                |